# Giela
Giela ist ein Ort und eine ehemalige Gemeinde (Freguesia) im nordportugiesischen Kreis Arcos de Valdevez. In der Gemeinde lebten 514 Einwohner (Stand 30. Juni 2011).
Am 29. September 2013 wurden die Gemeinden Arcos de Giela und Arcos de Valdevez (São Paio) zur neuen Gemeinde União das Freguesias de Arcos de Valdevez (São Paio) e Giela zusammengefasst.